# Aeroportul Internațional Ingeniero Aeronáutico Ambrosio L.V. Taravella
Aeroportul Internațional Ingeniero Aeronáutico Ambrosio L.V. Taravella (IATA: COR, ICAO: SACO) este un aeroport din Córdoba, Argentina, Capital Department⁠(d), Provincia Córdoba, Argentina ce deservește zona Córdoba, Argentina. Aeroportul a fost tranzitat în decembrie 2022 de 204.148 de pasageri.
Situat la o altitudine de 489 m, aeroportul dispune de 2 piste. Este operat de Aeropuertos Argentina⁠(d).

## Infrastructură

### Piste
Aeroportul dispune de 2 piste. Pista 05/23 are suprafața de asfalt și dimensiunile 2.280 m × 45 m. Pista 01/19 are suprafața de beton și dimensiunile 3.200 m × 45 m. 